# Episodi di The Errol Flynn Theatre
La prima e unica stagione della serie televisiva The Errol Flynn Theatre è andata in onda nel Regno Unito dal 1956 al 1957.
| nº | Titolo originale             | Prima TV UK       |
| -- | ---------------------------- | ----------------- |
| 1  | Evil Thoughts                | 1957              |
| 2  | The Ordeals of Carol Kennedy | 1º dicembre 1956  |
| 3  | Fortunes of War              | 22 settembre 1956 |
| 4  | Rustle of Silk               | 2 febbraio 1957   |
| 5  | Strange Auction              | 26 gennaio 1957   |
| 6  | Mademoiselle Fifi            | 17 novembre 1956  |
| 7  | The Girl in Blue Jeans       | 22 settembre 1956 |
| 8  | The Transfer                 | 8 dicembre 1956   |
| 9  | All in the Family            | 13 ottobre 1956   |
| 10 | 1000th Night of Don Juan     | 29 dicembre 1956  |
| 11 | The Mirror                   | 15 settembre 1956 |
| 12 | The Model                    | 10 novembre 1956  |
| 13 | The Red Geranium             | 6 ottobre 1956    |
| 14 | The Duel                     | 17 novembre 1956  |
| 15 | The Sealed Room              | 3 novembre 1956   |
| 16 | Love Token                   | 12 gennaio 1957   |
| 17 | Farewell Performance         | 3 novembre 1956   |
| 18 | First Come, First Loved      | 9 febbraio 1957   |
| 19 | Rescued                      | 23 febbraio 1957  |
| 20 | Take the High Road           | 16 febbraio 1957  |
| 21 | Out of the Blue              | 5 luglio 1957     |
| 22 | A Wife for the Czar          | 20 ottobre 1956   |
| 23 | The Kinsman                  | 15 dicembre 1956  |
| 24 | Déclassée                    | ?                 |
| 25 | The Cellini Cup              | 5 gennaio 1957    |
| 26 | My Infallible Uncle          | 19 gennaio 1957   |
| 27 | Man for Sale                 | 1957              |

## Evil Thoughts
- Prima televisiva: 1957

### Trama
- Guest star: Christopher Lee (The Visitant), Arthur Lowe, Philip Saville
- Questo episodio fu prodotto 4 anni prima dell'inizio della serie e originariamente era il pilot di un'altra serie televisiva da distribuirsi negli Stati Uniti.

## The Ordeals of Carol Kennedy
- Prima televisiva: 1º dicembre 1956

### Trama
- Guest star: Patrice Wymore (Carol Kennedy), Derek Bond

## Fortunes of War
- Prima televisiva: 22 settembre 1956

### Trama
- Guest star: Christopher Lee (Count Henri de Dairval), Lisa Daniely (Fiancee)

## Rustle of Silk
- Prima televisiva: 2 febbraio 1957

### Trama
- Guest star: Phyllis Kirk, Ronald Howard (Anthony Hardwick)

## Strange Auction
- Prima televisiva: 26 gennaio 1957

### Trama
- Guest star: Patrice Wymore (Laura Bateman), Sean Flynn (Shawn Bateman), Edna Morris (Bridget Malloy), Larry Burns (Tim Doonan)

## Mademoiselle Fifi
- Prima televisiva: 17 novembre 1956

### Trama
- Guest star: Paulette Goddard (Rachel), Peter Reynolds (2nd Lieutenant Fifi), Frank Leighton (Major), Peter Swanwick (capitano), Cecil Brock (1st Lieutenant Grossling), Ian Fleming (generale), John Le Mesurier (Curé), Eve Ashley (Blondine), Valerie Ward (Pamela), Edward Ashley (Michel), Chili Bouchier (Madame)

## The Girl in Blue Jeans
- Prima televisiva: 22 settembre 1956

### Trama
- Guest star: Glynis Johns (Susan Tracey), Herbert Lom (Steve), Lloyd Lamble (Police Surgeon)

## The Transfer
- Prima televisiva: 8 dicembre 1956

### Trama
- Guest star: Brian Aherne (Hickman), James Donald (Andrew), Pamela Thomas, Joss Ambler

## All in the Family
- Prima televisiva: 13 ottobre 1956

### Trama
- Guest star: Mai Zetterling (Ilsa Morgan), Derek Farr (Herbert Morgan), Garry Marsh (zio Edward), Maudie Edwards (Mrs. Anna Gruttzner)

## 1000th Night of Don Juan
- Prima televisiva: 29 dicembre 1956

### Trama
- Guest star: Jean Kent (Henrietta), Judy Wyler, Alexander Gauge, Reginald Beckwith

## The Mirror
- Prima televisiva: 15 settembre 1956

### Trama
- Guest star: Patrice Wymore (Ann Lawrence), Philip Friend (dottore)

## The Model
- Prima televisiva: 10 novembre 1956

### Trama
- Guest star: Patrice Wymore (Pat Piper), John McLaren (J.W. Piper), Christopher Lee (Maurice Gabet), James Dyrenforth (Henry Powers), Bill Nagy (Pete), Sheldon Lawrence (American reporter), Eric Corrie (English reporter), Valerie Ward (French society girl), Max Brimmell (French reporter)

## The Red Geranium
- Prima televisiva: 6 ottobre 1956

### Trama
- Guest star: Betta St. John, Leslie Phillips (Venning), William Hartnell

## The Duel
- Prima televisiva: 17 novembre 1956

### Trama
- Guest star: Ann Stephens (Ann), Tim Turner (tenente John Wynham), Cecil Brock (Panino), Frank Leighton, Edmund Willard, John Drake (Bailey), Ian Fleming (dottor Dranley), Edna Morris (Jane Lytton), Frank Sieman (Turner), Dave Crowley (Groom), Frank Lloyd (Thomas), Yvonne Savage

## The Sealed Room
- Prima televisiva: 3 novembre 1956

### Trama
- Guest star: Glynis Johns (Lou McNamara), Herbert Lom (professore Hahnemann), Patrick Allen (Walt McNamara), George Herbert (Johann), Sheldon Lawrence (1st Wedding Guest), Jeanette Finlay (2nd Wedding Guest), Theodore Wilhelm (preside), Peter Swanwick (Male Passenger), Mella Towes (femmina Passenger), Frederick Schrecker (German Doctor)

## Love Token
- Prima televisiva: 12 gennaio 1957

### Trama
- Guest star: Christopher Lee (Compte de Merret), Rossana Rory (moglie), John Van Eyssen (Lover)

## Farewell Performance
- Prima televisiva: 3 novembre 1956

### Trama
- Guest star: Patricia Roc, Ivan Craig, Conrad Phillips

## First Come, First Loved
- Prima televisiva: 9 febbraio 1957

### Trama
- Guest star: Jean-Pierre Aumont

## Rescued
- Prima televisiva: 23 febbraio 1957

### Trama
- Guest star: Hugh Moxey (Tremaine), Andrew Keir (MacDonald), Jack Lambert (Lord Alton), Maurice Kaufmann (capitano), Meadows White (1st. Villager), Bartlett Mullins (Lord Alton's Servant), John Drake (Trooper), Nicholas Tanner (locandiere), Cameron Hall (Cromwell), Brian Franklin (ragazzino)

## Take the High Road
- Prima televisiva: 16 febbraio 1957

### Trama
- Guest star: June Havoc (Lorraine Gay), Renee Houston (Mrs. Bridie), Jessica Cairns (Sally), Robert Crewdson (Alexander 'Sasha' MacDonald)

## Out of the Blue
- Prima televisiva: 5 luglio 1957

### Trama
- Guest star: Rossana Rory (Fay Vallat), Robert Arden (capitano Harry Adams), George Margo (Dino Fosti), Yvonne Romain (Maria 'Marthe' Fiorenza), Guido Lorraine (Police Inspector Veroni), Bruno Barnabe (esercente dell'hotel), Catherina Ferraz (Housekeeper), Stuart Nichol (Purser), Stella Bonheur (passeggero), Philip Vickers (Airline Official)

## A Wife for the Czar
- Prima televisiva: 20 ottobre 1956

### Trama
- Guest star: Patrice Wymore (Natasha Naryushkin), Francis De Wolff, Margerie Chard, Enid Lorimer, Valerie Ward

## The Kinsman
- Prima televisiva: 15 dicembre 1956

### Trama
- Guest star: Peter Reynolds, Ronald Squire

## Déclassée
- Prima televisiva: ?

### Trama
- Guest star: Phyllis Kirk, Philip Friend, Ivan Craig, Trevor Reid

## The Cellini Cup
- Prima televisiva: 5 gennaio 1957

### Trama
- Guest star: Mai Zetterling (Sally Fulton), Hugh McDermott (George Anson), Guy Middleton

## My Infallible Uncle
- Prima televisiva: 19 gennaio 1957

### Trama
- Guest star: June Havoc, Ian Collin, Edgar Driver, Charles Farrell, Hugh Martin, Olive Milbourn

## Man for Sale
- Prima televisiva: 1957

### Trama
- Guest star: Sean Flynn